# Liste der denkmalgeschützten Objekte in Krensdorf
Die Liste der denkmalgeschützten Objekte in Krensdorf enthält die 6 denkmalgeschützten, unbeweglichen Objekte der Gemeinde Krensdorf.

## Denkmäler
| Foto |                 | Denkmal                                                          | Standort                                                    | Beschreibung | Metadaten |
| ---- | --------------- | ---------------------------------------------------------------- | ----------------------------------------------------------- | --- | --- |
| ja   | Datei hochladen | Sebastianssäule HERIS-ID: 22607 Objekt-ID: 18940                 | bei Hauptstraße 30 Standort KG: Krensdorf                   | Die Sebastianssäule im westlichen Ortsteil entstand im 18. Jahrhundert. | BDA-Hist.: Q37871058 Status: § 2a Stand der BDA-Liste: 2025-06-30 Name: Sebastianssäule GstNr.: 182/2                                     |
| ja   | Datei hochladen | Pest-/Dreifaltigkeitssäule HERIS-ID: 22599 Objekt-ID: 18932      | Weinberggasse Standort KG: Krensdorf                        | Die Dreifaltigkeitssäule steht in den Weinbergen südlich des Ortes und ist mit 1833 bezeichnet. | BDA-Hist.: Q37870996 Status: § 2a Stand der BDA-Liste: 2025-06-30 Name: Pest-/Dreifaltigkeitssäule GstNr.: 1404                           |
| ja   | Datei hochladen | Bildstock, Fischkreuz HERIS-ID: 22608 Objekt-ID: 18941           | Hirmer Straße Standort KG: Krensdorf                        | Der Tabernakelbildstock am nordöstlichen Ortsrand ist mit 1661 bezeichnet. | BDA-Hist.: Q37871085 Status: § 2a Stand der BDA-Liste: 2025-06-30 Name: Bildstock, Fischkreuz GstNr.: 771                                 |
| ja   | Datei hochladen | Dorfmeisterkapelle HERIS-ID: 22609 Objekt-ID: 18942              | Ödenburger Straße Standort KG: Krensdorf                    | Die Kapelle ist ein Giebelbau mit steinernem Kruzifix. Laut Inschrift wurde sie im Jahr 1806 errichtet. | BDA-Hist.: Q37871094 Status: § 2a Stand der BDA-Liste: 2025-06-30 Name: Dorfmeisterkapelle GstNr.: 1073/1                                 |
| ja   | Datei hochladen | Johannessäule HERIS-ID: 22610 Objekt-ID: 18943                   | Weinberggasse (gegenüber Sportplatz) Standort KG: Krensdorf | Die Johannessäule am südlichen Ortsrand ist mit 1821 bezeichnet. | BDA-Hist.: Q37871106 Status: § 2a Stand der BDA-Liste: 2025-06-30 Name: Johannessäule GstNr.: 1157/22 Johannessäule (Krensdorf)           |
| ja   | Datei hochladen | Kath. Pfarrkirche hl. Sigismund HERIS-ID: 22604 Objekt-ID: 18937 | Kirchenweg Standort KG: Krensdorf                           | Die auf einem erhöhten Platz stehende Pfarrkirche wurde nach dem Brand des Vorgängerbaus im 18. Jahrhundert erneuert und 1793 nochmals erweitert. An den Chor und das vierjochige rechteckige Schiff schließt der breite Westturm mit steinernem Pyramidenhelm an. | BDA-Hist.: Q27254664 Status: § 2a Stand der BDA-Liste: 2025-06-30 Name: Kath. Pfarrkirche hl. Sigismund GstNr.: 241 Pfarrkirche Krensdorf |